# Luiz Alves Caxias
Luiz Alves Caxias, brazilski general in politik, * 25. avgust 1803, † 7. maj 1880.